# Negomir, Gorj
Negomir este satul de reședință al comunei cu același nume din județul Gorj, Oltenia, România.

## Etimologie
Și în ceea ce privește toponimicul, există mai multe păreri. Cea mai cunoscută dintre acestea a fost acreditată cu câtva zeci de ani în urmă, când au fost întocmite câteva scurte monografii. Legenda ar fi următoarea o bătrână cu numele Mira, care s-ar fi așezat cu multe sute de ani în urmă pe această vale a Jilțului, ar fi avut doi fii: unul cu numele Neagu și altul, Dragu. Ambii fii vor fi ctitori de sate noi. Dragu va întemeia satul Drăgotești, iar Neagu satul ce deriva din numele său, Neagomir (Negomir). Dar această derivare nu este plauzibilă, întrucât cuvântului „Neagu” i se alătură, prin contopire, cuvântul „mir” (care în limba slavă înseamnă „lume” și „pace”). Chestionând oameni importanți ai locului (primar, cadre didactice, preot) am constatat că ei subscriu părerii de mai sus, potrivit căreia ar deriva din numele Neagu, Negomir fiind satul lui Neagu.
O altă părere încearcă să introducă în discuție elemente de cercetare lingvistică și se referă la etimologia cuvântului, care ar veni din limba slavă. Dacă pornim pe această direcție de cercetare, se poate afirma cu certitudine că prenumele Neagu și Dragu sunt de origine slavă, aceste antroponime formându-se în a doua etapă de formare a antroponimelor românești, când românii au adoptat din slava veche atât toponime, cât și antroponime precum Dragu, Neagu, Vlad, Preda, Bran etc. Această ultimă aserțiune pare să aibă mai multă susținere, dacă luăm în calcul numele sub care apare satul în cele mai vechi documente de origine slavă. Denumirea de Neagumir sau Neagomiri apare în documente la 1502, 1644, 1792, 1796.
Noi îndrăznim să credem că numele așezării ar fi putut proveni din contopirea, cu o mică modificare, a două cuvinte: „Neagu" și „mir" (lume, pace). Deci, „Neagu cel pașnic".
Mai trebuie făcută o remarcă lămuritoare, și anume aceea că această părere a fost menționată cu peste șapte decenii în urmă, când un foarte bun învățător al localității, Constantin Grivei, a alcătuit o monografie a unuia dintre satele comunei Negomir, și anume Ursoaia, unde pomenește mai multe legende referitoare la originea numelui satului Negomir, dar este evident că acesta nu putea deriva din numele Neagu, cum susțin el și antecesorii săi. Există și o altă variantă a legendei, care vorbește despre Mira, soția lui Lupu Paharnicul, care a trăit în timpul lui Mihai Viteazul și a avut doi fii, Neagu și Dragu. După moartea timpurie a soțului ci, Neagu ar fi rămas în casa mamei sale, spunându-i-se „Neagu Mirii”. Părerea potrivit căreia numele locului (Negomir) ar fi derivat din contopirea celor două cuvinte ale acestui antroponim este cu mult mai plauzibilă. Această legendă se intersectează cu legenda formării toponimicului „Curtișoara”, unde se presupune că ar fi avut curte acest slujbaș domnesc.

## Geografie
Acest sat s-a constituit de-a lungul pârâului Jilțul Mic, de o parte și de alta a șoselei care vine dinspre Roșia-Jiu și merge către comuna Borăscu. 
Întemeierea primelor așezări umane a fost determinată de o mulțime de factori, principalul fiind cadrul natural. Dealurile au oferit condiții prielnice evoluției acestuia. Străjuind o vale lărguță, atât dealurile dinspre est, cât și cele dinspre vest primesc aproape toată ziua căldura și lumina soarelui. Locuitorii le cultivă cu pomi fructiferi, viță-de-vie și unele cereale (secară, orz, ovăz). Mulțimea viilor care, odinioară, umpleau pantele dealurilor a dat naștere la toponime care sunt și azi prezente în uzul localnicilor: „Via lu(i) Măncete", „Via lu(i) Dragotă". „Via lu(i) Barbu Belgiu. 
În anul 1832, în sat erau înregistrate 45 de pogoane cu vie. Pajiștile naturale au favorizat creșterea animalelor și creșterea albinelor. În anul 1832, în satul Negomir erau înregistrate 140 de bovine, 250 de ovine, 150 de caprine, 40 de cabaline.
Deși relativ îngustă, lunca Jilțului a oferit posibilitatea cultivării cerealelor. De-a lungul timpului, locuitorii satului vor spori suprafața cultivată cu cereale, desțelenind anumite poieni mai largi și platouri de deal netede și mai întinse. 
În anul 1994, în satul Negomir, se obțineau următoarele cantități de cereale: 1600 hl grâu la 100 de ha cultivate, 64 hl de secară la 4 ha, 32 hl de orz la 2 ha și 64 de hl ovăz la 4 ha.
Importante au fost, în evoluția așezării, mulțimea de izvoare care ies la suprafață de sub fiecare deal. Acestea, fie că sunt știubeie, bunare, fântâni sau cișmele, alimentează cu apa lor pârâul Jilț. Acesta, prin desele revărsări, a contribuit la sporirea calității solului din preajma cursului său. Aici, din timpuri foarte vechi, oamenii își aveau grădinile lor de legume. Într-un chestionar al satelor din anul 1906 se spune: Mai toți oamenii au grădină pentru legume și zarzavaturi necesare casei.
Un factor important în așezarea primelor comunități umane a fost larga deschidere a așezării spre alte sate din jur. Străbătut de la nord la sud de șoseaua județeană care leagă satul Roșia-Jiu de Borăscu, satul are o deschidere radială. Din această șosea pornesc în toate direcțiile drumuri intercomunale. Folosind șoseaua comunală care străbătea satul Bohorel, comuna Negomir a putut întreține multiple legături cu așezările din zona Mătăsari -Drăgotești- Corobăi.
Prin șoseaua intercomunală care duce spre comuna Fărcășești, așezarea a comunicat din vechime cu localitățile din zona Jiului. Alte drumuri urcă pantele dealurilor în toate direcțiile.
Primele așezări au fost pe partea stângă a șoselei, la baza dealurilor dinspre est. Primii locuitori au ținut cont de mai mulți factori. În primul rând, s-a luat în considerare folosirea eficientă a suprafeței satului. Pământul de cultură se găsește în partea dinspre vest, dincolo de pârâul Jilț. Avându-se în vedere faptul că pârâiele, văile, mătcile și Jilțul provocau inundații în zona lor marginală, s-au preferat zonele ferite de acest fenomen. Apoi, lunca Jilțului a fost principala zonă cultivabilă, care, în timp, s-a mărit prin desțeleniri făcute la poalele unor crânguri de pădure. Un alt element luat în calcul la dispunerea locuințelor a fost durata orelor în care soarele le luminează și încălzește. Această parte a satului beneficiază cel mai mult de lumina și căldura lui.
Cea mai mare parte a satului Negomir are trăsăturile unui sat adunat, liniar, cu tendință, în unele porțiuni, de a se răsfira în câteva aglomerări de case. Actualmente, satul Negomir se întinde pe o distanță de aproximativ 3 km, de o parte și de alta a drumului județean 674B, fiind compus din mai multe cătune și ulițe. Unele ulițe sau aglomerări de case și-au luat denumirea de la familiile predominante din acestea (Belgii, Velicani). Ele au intrat și se păstrează, din vechime, în vorbirea uzuală a localnicilor, unele dintre ele fiind menționate în lucrări de specialitate de la sfârșitul secolului al XIX-lea (Buzești, Griveii din Față, Griveii din Dos, Belgii).

## Cătunul Curtișoara

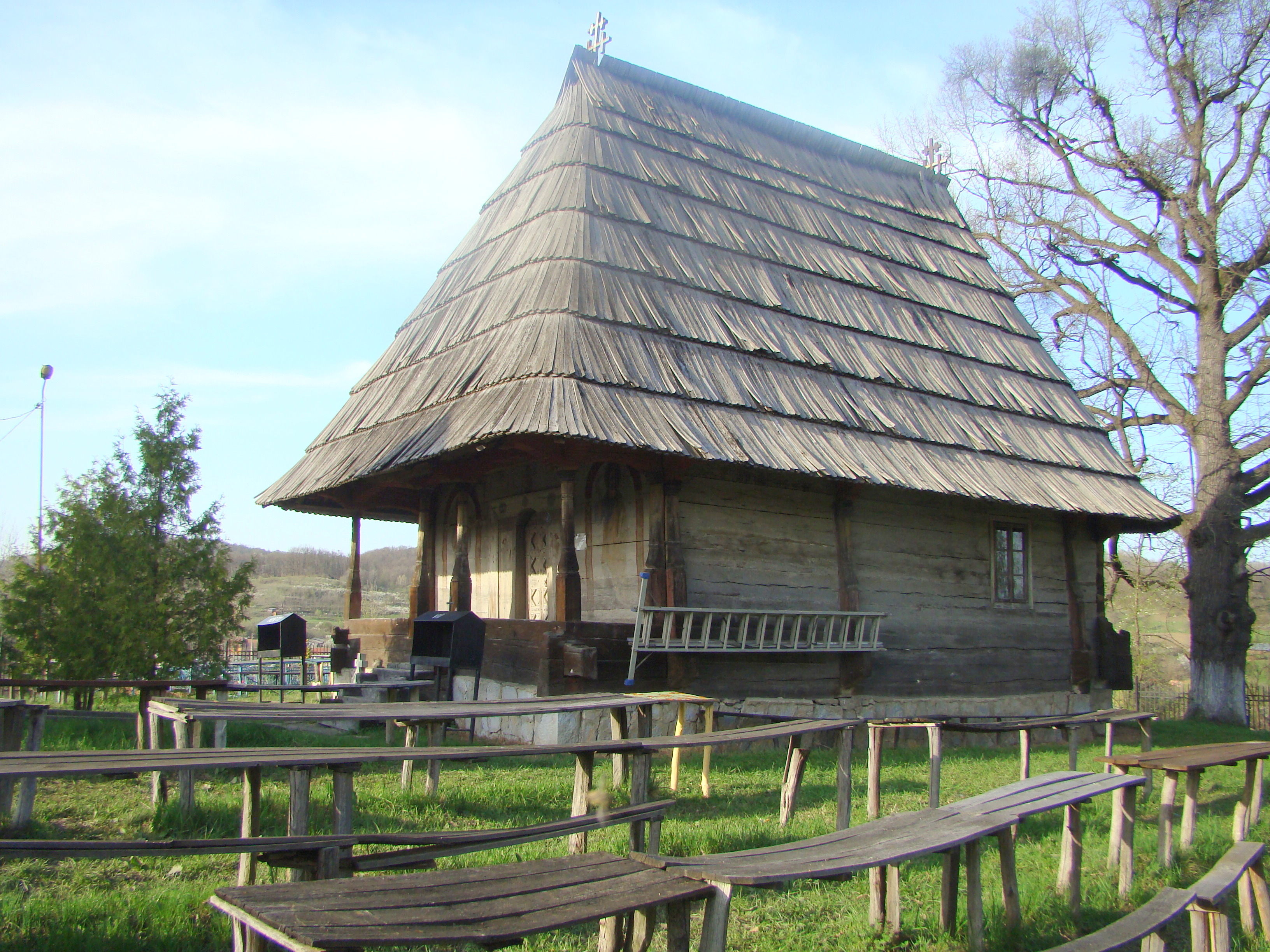
Biserica din lemn „Sfântul Ierarh Nicolae” din cătunul Curtișoara, Negomir

Atestat de la mijlocul secolului al XIX-lea, cătunul Curtișoara este înregistrat ca mahala a satului Negomir, toponimicul formându-se de la substantivul „curte”, cu sens de conac, casă boierească, sau cu sens de gard, „împrejmuire”, la care s-a adăugat sufixul diminutival „ișo(a)r-a”. Se presupune că aici ar fi avut curte Lupu Paharnicul. Și aici, cele mai multe case sunt așezate la est de drumul județean, un grup de case aflându-se în preajma bisericii Curtișoara. În cazul acestor case, determinantă a fost poziționarea față de drumul de legătură dintre Drăgotești și Negomir, aici fiind o importantă răscruce de drumuri. Platoul pe care sa ridicat biserica cu același nume oferă o largă perspectivă asupra întregii văi a Jilțului, spre partea sudică.

## Cătunul Toplița

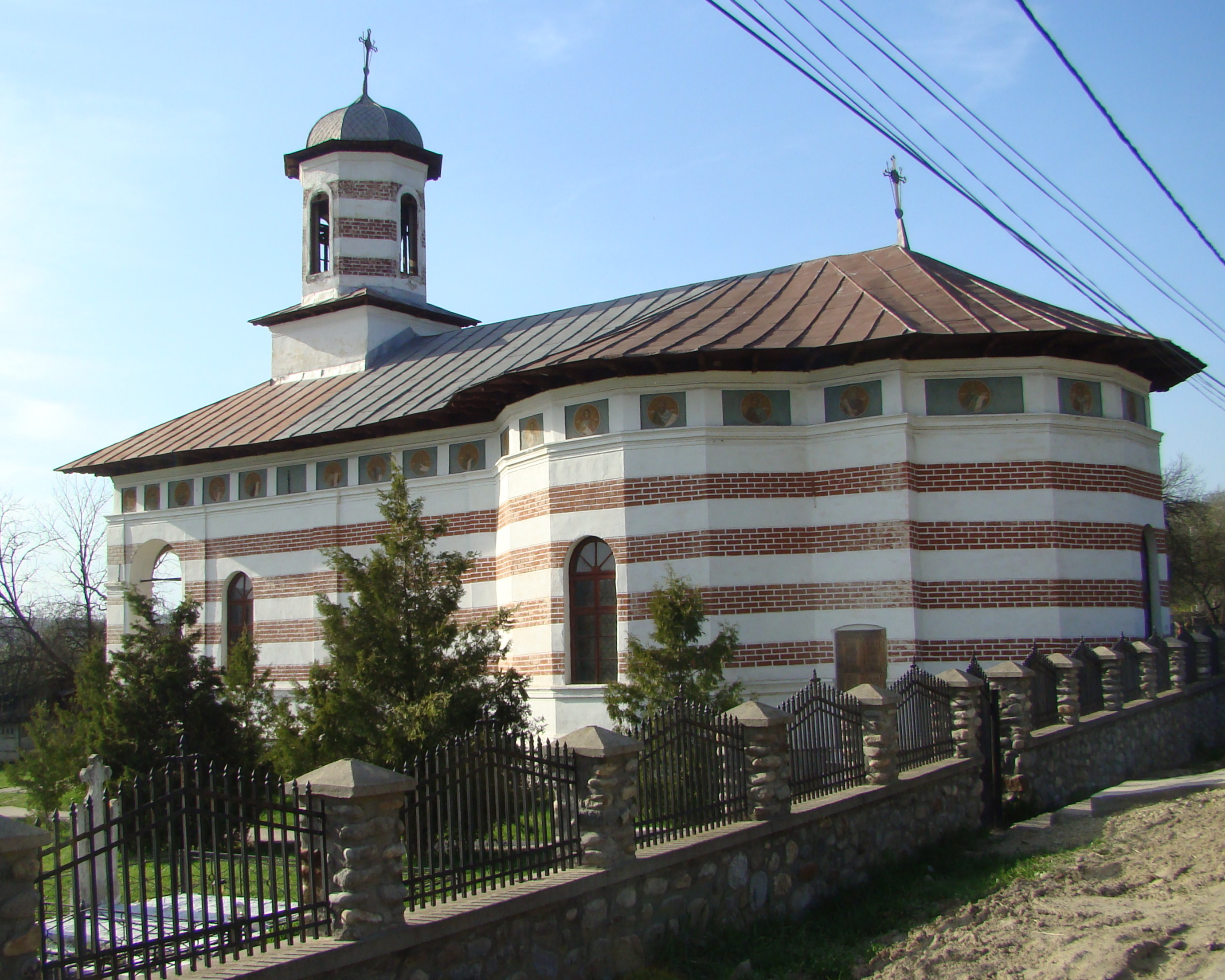
Biserica „Sfântul Gheorghe” din cătunul Toplița, Negomir

Cătunul Toplița are configurația unui sat adunat, liniar. Are vechime seculară, fiind menționat în multe hotărnicii referitoare la biserica moșia Toplița a moșnenilor negomireni și a bisericii din Aninoasa, comuna Fărcășești. Și aici, vatra așezării a fost tot în partea dinspre est, cele mai multe case fiind actualmente tot pe partea stângă a drumului județean. Odinioară, a avut statutul de sat al comunei Negomir. Este atestat la sfârșitul secolului al XV-lea (1483), toponimicul formându-se de la cuvântul „topliță", însemnând „baltă noroioasă”. Zona joasă, dinspre pârâul Jilț, face posibilă și azi formarea unor bălți sau zone îmbibate de apă. În vechime, locuitorii au folosit cu pricepere resursele oferite de pădurile din apropiere, aici existând, în toate timpurile, meșteri în confecționarea obiectelor din lemn.

## Istorie
Nu există documente istorice care să precizeze exact data când s-a constituit satul. Prin analogie cu celelalte sate aflate în vecinătatea sa, despre care avem marturii de locuire încă din epoca neolitică, putem conchidem că aici au existat comunități umane care și-au continuat existenta în epocile care au urmat. La data când satul apare în documentele medievale (1502), așezarea parcursese milenii de existență. 
În cea mai mare parte a existenței sale, satul Negomir a aparținut comunei cu același nume. Astfel, sub denumirea de Negomiri sau Negomiru, satul apare în Indicatorul de nume al comunelor din anii 1861, 1865, 1873, 1887, 1896, 1908, 1912, 1926, 1932, 1943, 1950, 1952, 1956, 1965.
Satul a avut permanent statutul de centru civic al comunei. Acesta a fost dat de poziționarea sa centrală, de-a lungul șoselei intercomunale, când în componența comunei erau satele Negomir, Ursoaia, Bohorel, precum și de numărul gospodăriilor, de ponderea economică a satului. Conform recensământului din 1912, în satul Negomir(u) erau înregistrate 202 locuințe. Până în anii 1950, centrul civic se găsea față în față cu fosta școală primară, apoi s-a mutat în zona „Belgii". Actualmente, centrul civic se găsește în extremitatea nordică a satului Ursoaia, în vecinătatea cătunului Toplița.

## Economie, învățământ, medicină și demografie
Pentru acoperirea nevoilor materiale din gospodăriile lor, locuitorii satului Negomir făceau schimb de mărfuri cu locuitori de pe ambele maluri ale Jilțului și cu locuitori din Timișeni, Rogojel, Roșia-Jiu, Fărcășești și Valea cu Apă. Acest schimb de mărfuri se făcea cu ocazia târgurilor săptămânale și a bâlciului de la Drăgotești. Cu alte cuvinte, „troc”. 

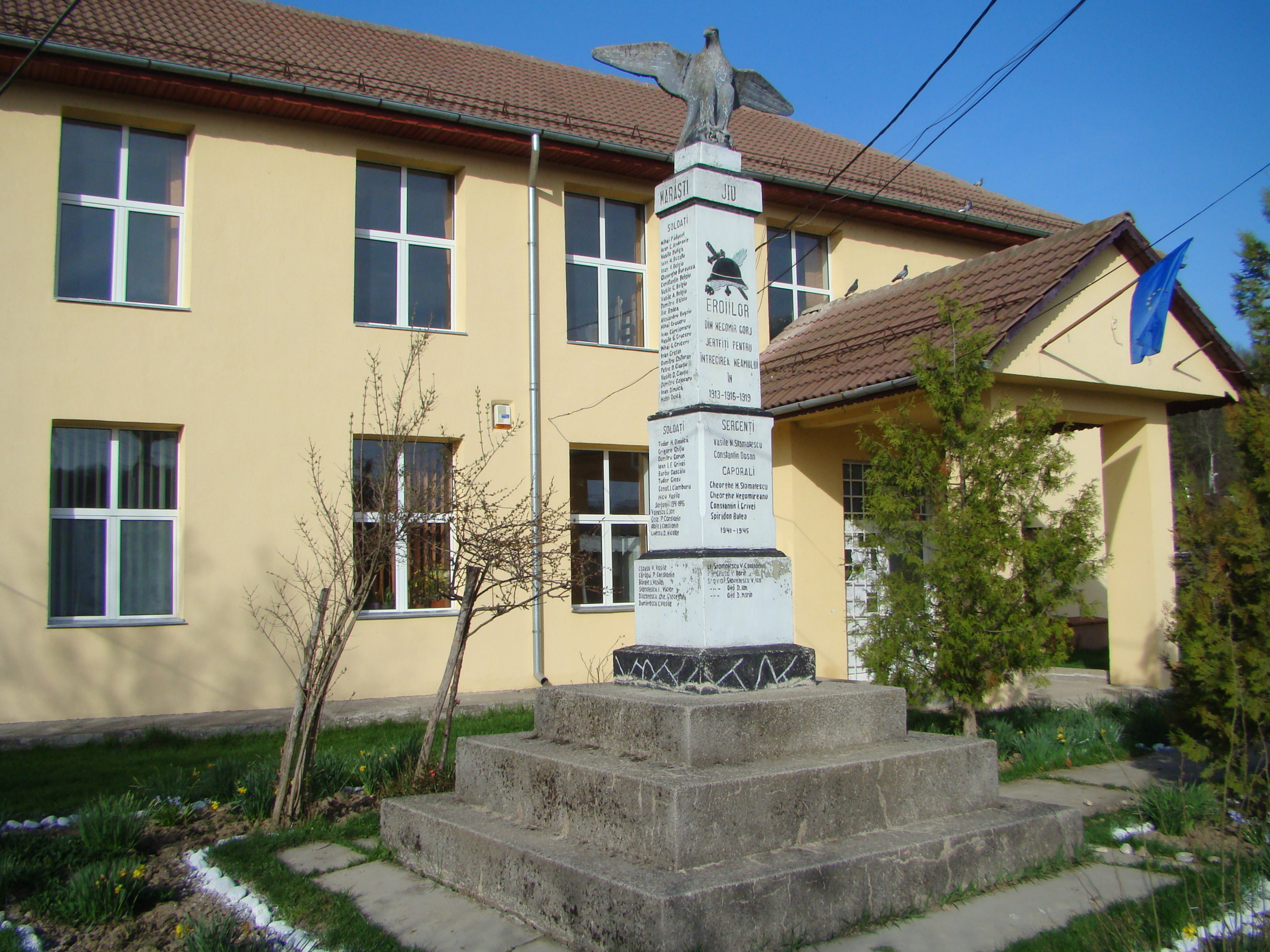
Școala Gimnazială Nr. 1 din Negomir

După 1950, unii dintre locuitorii ai satului s-au îndreptat spre bazinul carbonifer al Motrului, lucrând în minele și carierele de lignit ale zonei sau în alte unități legate de această industrie (Termocentrala Rovinari, Energo-Montaj Rovinari, IUM-Rovinari etc.)
Până în anul 1909, problemele de natură financiară, cele mai multe decurgând din nevoia de a cumpăra pământ, erau rezolvate în interiorul comunității. În caz că făceau împrumuturi la locuitorii înstăriți din sat, sătenii plăteau dobânda în zile de muncă, câte 3 zile la un pol, pe an. După 1909, se înființează „Banca Populară Negomirul”, care va acorda împrumuturi substanțiale membrilor deponenți. Astfel, cu ocazia întocmirii bilanțului băncii, la sfârșitul anului 1928, se constata că aceasta dăduse ca împrumut suma de 101 192 lei.

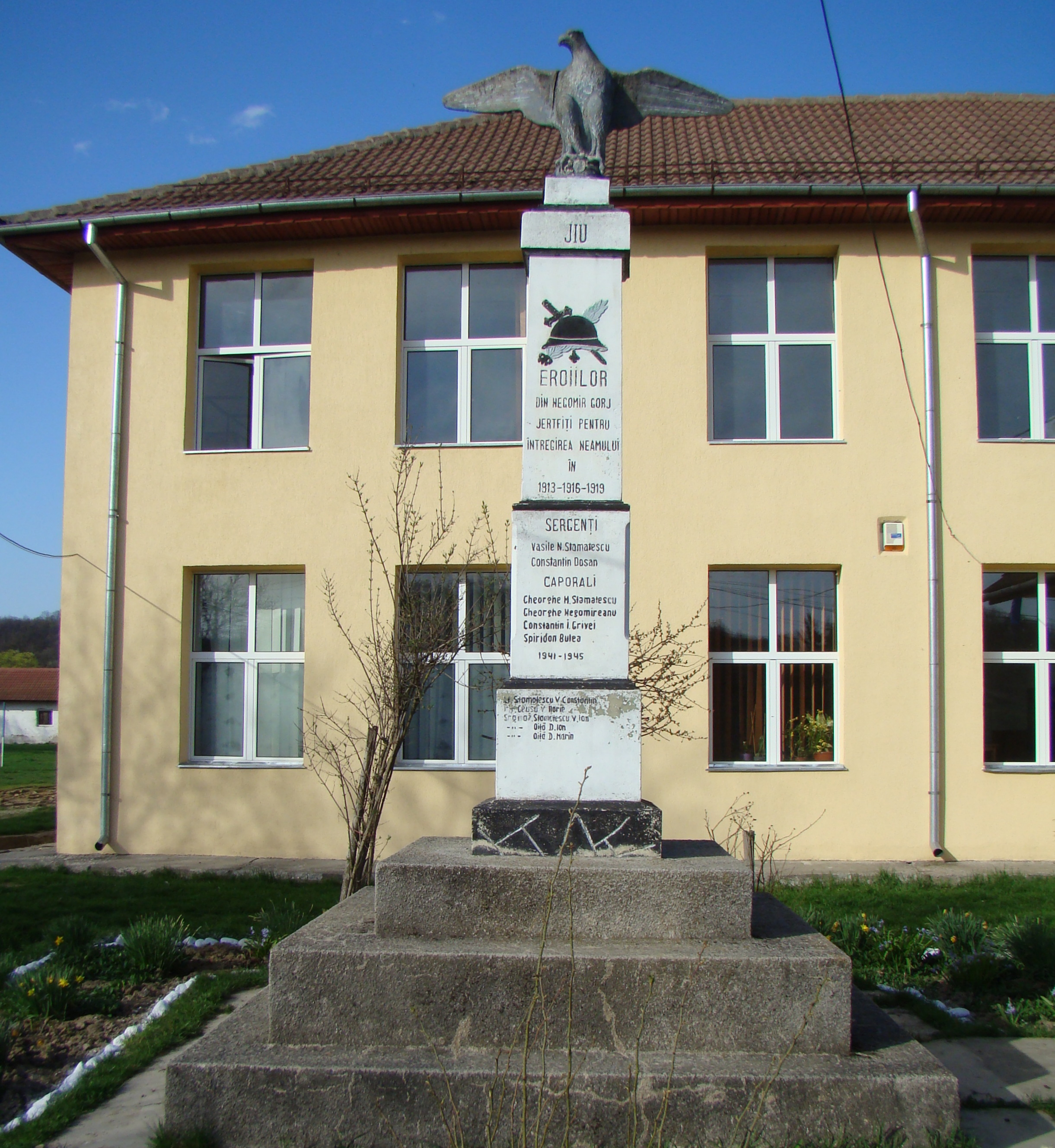
Monumentul Eroilor din Negomir

Satul a avut școală primară, iar de la sfârșitul secolului al XIX-lea, punându-se în aplicare legislația școlară a lui Spiru Haret, a avut și învățământ de șapte clase. Unii dintre elevii proveniți din familiile mai înstărite urmau cursurile unor școli de meserii sau ucenicie la locul de muncă. Cei care urmau cursurile unor asemenea școli le făceau din motive practice, dorind să înceapă practicarea unei meserii, atestatul deprinderilor putându-l da doar o școală. În atestatul de expertiză profesională al întreprinzătorului Constantin I. Bănete se scria: „Are suficientă pregătire profesională pentru a exercita pe cont propriu comerț de manufactură și mărunțișuri”.
De-a lungul timpului, în sat a existat o moașă comunală. Pentru alte servicii medicale, până în 1930, satul a depins de satul Drăgotești și de orașele Strehaia și Drobeta Turnu-Severin. După 1930, a depins de dispensarul uman Peșteana-Jiu, doctorul de acolo girând și activitățile medicale din comuna Negomir. În anii regimului comunist, sediul dispensarului uman va fi în satul Negomir. Începând cu anul 1983, mulți dintre locuitorii satului, pentru probleme ce necesită spitalizare, apelează la serviciile medicale ale spitalului din Rovinari. Au fost locuitori care și-au ameliorat sănătatea în spitalul din Mătăsari.
Juridic, satul a depins mult timp de Judecătoria Ocolului Rural Slivilești. Aici se autentificau actele de vânzare-cumpărare, actele constitutive ale unor societăți comerciale sau bancare. Pentru unele procese mai dificile, sătenii se adresau judecătoriilor din Strehaia, Drobeta Turnu-Severin, Târgu-Jiu.

Populația Negomirului este de 527 locuitori.

## Vezi și:
- Biserica din lemn „Sfântul Ierarh Nicolae” din cătunul Curtișoara, Negomir